# Podróż Bena
Powieść Doris Lessing, laureatki Literackiej Nagrody Nobla w roku 2007. 
Podróż Bena powstała w 2000 roku, na język polski przełożyła ją Anna Gren. Dzieło opowiada o dochodzeniu tytułowego bohatera do własnej osobowości, własnego ja. Ben jest opóźnionym umysłowo dorosłym mężczyzną, który nie potrafi odnaleźć się we współczesnym świecie, dlatego łatwo wpada w kłopoty (zwłaszcza, że ma ogromną siłę i nie zawsze jest w stanie zapanować nad emocjami). Wraz z Benem czytelnicy podróżują po kilku krajach i kontynentach, obserwując zmagania Bena z ludźmi i samym sobą.